# Adi Enberg
Adi Solveig Enberg (Barcelona, 15 de mayo de 1901 - Barcelona, 5 de junio de 1989) fue una periodista, políglota, aventurera y espía española. Durante quince años fue pareja del escritor Josep Pla.

## Biografía
Nacida en Barcelona, Adi Enberg era la pequeña de los hijos de Halfdan Enberg, cónsul de Dinamarca en Barcelona,  y de Olga Whertman, su segunda esposa.
Alumna del Colegio Alemán, dominaba varios idiomas. Con solo 17 años se casó con un primo segundo. Vivieron entre Lyon y París durante los cinco años que duró su matrimonio y después de la separación, volvió a Barcelona con sus padres. Más tarde, residió sola en Londres y París, donde conoció a Josep Pla en los ambientes bohemios que frecuentaban algunos catalanes exiliados que se habían opuesto públicamente a la guerra del Rif. En 1926, tras pasar juntos la Navidad en Londres, anunciaron por carta a la familia y amigos que se casaban. A su regreso a Barcelona, ella fue conocida como la señora Pla. Después de la supuesta boda, pasaron unos meses en Ajaccio, en la isla de Córcega. Tras la proclamación de la Segunda República, vivieron en Madrid, con períodos de vacaciones en Barcelona y Palafrugell.
Al inicio de la Guerra Civil se exiliaron en Marsella donde entraron en contacto con el empresario José Bertrán, exministro de Alfonso XIII, dirigente de la Liga Regionalista y creador del Servicio de Información del Nordeste de España (SINFE) que les propuso colaborar en tareas de espionaje a favor del bando sublevado. Una de sus funciones fue la de anotar todas las entradas y salidas de barcos. La información que recogían era enviada por el SINFE a la base de Mallorca de donde salían los submarinos que torpedeaban y hundían los barcos que llevaban suministros a la España republicana. A partir de julio de 1937, los movimientos del SINFE fueron perseguidos por la gendarmería francesa; entonces Enberg fue contratada como secretaria personal de Francisco Cambó y se desplazó con él a las residencias de Montreux (Suiza) y Opatija (Croacia). Por su lado, Josep Pla se fue a París y más tarde se trasladó a Roma con ayuda económica de Cambó, a cambio de colaborar en la redacción de material de propaganda antirrepublicana y varios libros, entre los que destacó la Historia de la Segunda República Española. En 1938 hizo un viaje a Cerdeña y más tarde fue a recoger a Enberg a Opatija y aprovecharon para hacer juntos un crucero por el Adriático, antes de regresar a Roma, recoger sus efectos personales y trasladarse a Biarritz, desde donde entrar en la zona nacional por San Sebastián. Enberg retomó el trabajo de secretaria de José Bertrán hasta que, con la derrota del bando republicano, ella y Pla regresaron a Barcelona el mismo día de la entrada de las tropas franquistas.
La ruptura definitiva de la pareja, aunque no perdieron el contacto, se produjo cuando Pla, incómodo y desengañado por la nueva situación, después de trabajar tres meses en el periódico La Vanguardia, decidió instalarse en la recóndita cala Fornells, en el litoral de Bagur, y al poco tiempo inició una relación con Aurora Perea Mené.
En 1951 Enberg se volvió a casar con el pintor mallorquín Joan Antoni Fuster Valiente. Fue un matrimonio civil, ya que ella todavía estaba casada con su primo, por el rito protestante, y no consiguió la dispensa. El ambiente conservador y opresivo de Mallorca hizo que se trasladaran definitivamente a Cataluña, primero a Begur y después a Sitges, donde regentaron un hotel, la Residencia Victoria. Tras la muerte de Fuster Valiente en 1964, Enberg se trasladó a Barcelona, donde frecuentó la intelectualidad catalana, y fue un referente de la gauche divine . Murió en Barcelona en 1988.